# کیرشنلامیتس
شهر کیرشنلامیتز (به آلمانی: Kirchenlamitz) در ایالت بایرن در کشور آلمان واقع شده‌است.